# دبلیودبلیوئی ستردی نایتز مین اونت
ستردی نایتز مین اونت (به انگلیسی: WWE Saturday Night's Main Event) مجموعه‌ای از برنامه‌های ویژه تلویزیونی کشتی حرفه‌ای است که توسط پروموشن آمریکایی دبلیودبلیوئی (سابقا با نام دبلیودبلیواف) تولید می‌شود. این برنامه توسط ان‌بی‌سی پخش می‌شد و در طول سال، جایگزین برنامه پخش زنده شنبه شب در ساعات پایانی شب می‌شد.
در آن زمان که برنامه‌های هفتگی کشتی حرفه‌ای معمولا شامل مسابقات کوتاه ستارگان مشهور در مقابل کشتی‌گیران ناآشنا و محلی بود، ستردی نایتز مین اونت تقریبا شامل مسابقات ستاره در مقابل ستاره بود که به ندرت آن زمان در تلویزیون دیده می‌شد، از جمله دفاع از عناوین قهرمانی و مسابقات مخصوص. این برنامه همزمان با اوج عصر طلایی کشتی حرفه‌ای در دهه ۱۹۸۰ بود. در دهه ۱۹۹۰، رتبه‌بندی نیلسن برنامه کاهش پیدا کرد و منجر به قطع این برنامه از ان‌بی‌سی در سال ۱۹۹۱ شد. در سال ۱۹۹۲، دو نسخه از این ویژه برنامه از فاکس پخش شد.
در سال ۲۰۰۶، ستردی نایتز مین اونت به عنوان بخشی از توافق دبلیودبلیوئی با ان‌بی‌سی یونیورسال برای پخش شوی راو در یواس‌ای نتورک مجددا به آنتن ان‌بی‌سی بازگشت و ۵ ویژه برنامه آن در بین سال‌های ۲۰۰۶ تا ۲۰۰۸ پخش شد. در سپتامبر ۲۰۲۴، به عنوان بخشی از توافقنامه‌ای برای انتقال اسمک‌داون از فاکس به یو‌اس‌ای نتورک، دبلیودبلیوئی اعلام کرد که این ویژه برنامه مجددا از ان‌بی‌سی و پیکاک پخش خواهد شد و کشتی‌گیرانی از راو و اسمک‌داون در آن حضور خواهند داشت.

## رویداد ها

### ستردی نایتز مین اونت ۳۷
سی و هفتمین ویژه برنامه ستردی نایتز مین اونت در ۱۴ دسامبر ۲۰۲۴ از یونیوندایل، نیویورک در ورزشگاه کولزئوم، همان مکانی که نخستین ویژه برنامه در آن رخ داده بود، برگزار شد. این رویداد در ایالات متحده از ان‌بی‌سی و در بازارهای بین‌المللی از طریق پیکاک و یوتیوب پخش شد.

در ۶ دسامبر اعلام شد که جسی ونتورا، عضو تالار مشاهیر دبلیودبلیوئی به عنوان گزارشگر مهمان در این برنامه حضور خواهد داشت. پت مک‌آفی نیز برای گزارش در این رویداد بازگشت.
| # | نتایج                                                                               | نوع مسابقه                                                                      | مدت زمان |
| --- | ----------------------------------------------------------------------------------- | ------------------------------------------------------------------------------- | -------- |
| ۱D | موتورسیتی ماشین گانز (الکس شلی و کریس بین) پیروز در مقابل آستین تئوری و گریسون والر | مسابقه تگ تیم عادی                                                              | ۸:۰۰     |
| ۲ | درو مکینتایر پیروز در مقابل سمی زین                                                 | مسابقه تک به تک عادی                                                            | ۱۰:۰۵    |
| ۳ | لیو مورگان (c) پیروز در مقابل ایو اسکای                                             | مسابقه تک به تک عادی برای عنوان قهرمانی جهانی زنان                              | ۹:۰۵     |
| ۴ | گونتر پیروز در مقابل فین بلر و دیمین پریست                                          | مسابقه سه نفره برای عنوان قهرمانی سنگین وزن جهان                                | ۱۱:۰۵    |
| ۵ | چلسی گرین (به همراه پایپر نیون) پیروز در مقابل میچین                                | فینال تورنومنت تعیین نخستین قهرمان عنوان قهرمانی زنان ایالات متحده دبلیودبلیوئی | ۸:۰۵     |
| ۶ | کودی رودز (c) پیروز در مقابل کوین اونز                                              | مسابقه تک به تک عادی برای عنوان قهرمانی بی چون و چرای دبلیودبلیوئی              | ۱۲:۰۰    |
| - (c) – نشان‌دهنده قهرمان(هایی) است که به میدان می‌روند - D – نشان‌دهنده این است که مسابقه یک دارک‌مچ بوده است. |                                                                                     |                                                                                 |          |

### ستردی نایتز مین اونت ۳۸
سی و هشتمین ویژه برنامه ستردی نایتز مین اونت در ۲۵ ژانویه ۲۰۲۵ از سن آنتونیو، تگزاس برگزار شد. این رویداد در ایالات متحده از ان‌بی‌سی و در بازارهای بین‌المللی از طریق پیکاک و یوتیوب پخش شد.

این رویداد شامل امضای قرارداد بین کودی رودز و کوین اونز برای مسابقه نردبانی آنها بر سر عنوان قهرمانی بی چون و چرای دبلیودبلیوئی رودز و قهرمانی «طرح عقاب» دبلیودبلیوئی (که اونز در ویژه برنامه قبلی از رودز دزدید) در رویداد رویال رامبل با حضور شاون مایکلز، عضو تالار مشاهیر دبلیودبلیوئی بود.
| # | نتایج                                   | نوع مسابقه                                                      | مدت زمان |
| --- | --------------------------------------- | --------------------------------------------------------------- | -------- |
| ۱D | ال ای نایت پیروز در مقابل کارملو هیز    | مسابقه تک به تک عادی                                            | ۵:۰۶     |
| ۲ | ریا ریپلی (c) پیروز در مقابل نایا جکس   | مسابقه تک به تک عادی برای عنوان قهرمانی جهانی زنان              | ۹:۲۵     |
| ۳ | بران بریکر (c) پیروز در مقابل شیمس      | مسابقه تک به تک عادی برای عنوان قهرمانی بین قاره‌ای دبلیودبلیوئی | ۱۱:۳۰    |
| ۴ | براون استرومن پیروز در مقابل جیکوب فاتو | مسابقه تک به تک عادی                                            | ۹:۰۰     |
| ۵ | گونتر (c) پیروز در مقابل جی اوسو        | مسابقه تک به تک عادی برای عنوان قهرمانی سنگین وزن جهان          | ۱۶:۴۰    |
| - (c) – نشان‌دهنده قهرمان(هایی) است که به میدان می‌روند - D – نشان‌دهنده این است که مسابقه یک دارک‌مچ بوده است. |                                         |                                                                 |          |

### ستردی نایتز مین اونت ۳۹
سی و نهمین ویژه برنامه ستردی نایتز مین اونت در ۲۴ مه ۲۰۲۵ در تمپا، فلوریدا برگزار شد. این رویداد در ایالات متحده از ان‌بی‌سی و در بازارهای بین‌المللی از طریق پیکاک و یوتیوب پخش شد. این رویداد با برگشت کودی رودز به میادین پس از رسلمنیا ۴۱ و برانسون رید به‌خاطر مصدومیت پس از سروایور سریز ۲۰۲۴ بود و به تیم سث رالینز، پاول هیمن و بران بریکر پیوست.
| # | نتایج                                                                                           | نوع مسابقه                                                             | مدت زمان |
| --- | ----------------------------------------------------------------------------------------------- | ---------------------------------------------------------------------- | -------- |
| ۱D | امریکن مید (بروتوس و جولیوس کرید) پیروز در مقابل لاتینو ورلد اردر (کروز دل تورو و خوآکین وایلد) | مسابقه تگ تیم عادی                                                     | ۷:۳۷     |
| ۲ | سث رالینز و بران بریکر پیروز در مقابل سی ام پانک و سمی زین                                      | مسابقه تگ تیم عادی                                                     | ۱۳:۱۰    |
| ۳ | زلینا وگا پیروز در مقابل چلسی گرین (به همراه پایپر نیون و آلبا فایر)                            | مسابقه تک به تک عادی برای عنوان قهرمانی زنان ایالات متحده دبلیودبلیوئی | ۵:۱۰     |
| ۴ | جان سینا پیروز در مقابل آر−تروث                                                                 | مسابقه تک به تک عادی                                                   | ۴:۲۵     |
| ۵ | دیمین پریست پیروز در مقابل درو مکینتایر از طریق خروج از قفس                                     | مسابقه قفس فولادین                                                     | ۱۱:۵۰    |
| ۶ | جی اوسو (c) پیروز در مقابل لوگان پاول                                                           | مسابقه تک به تک عادی برای عنوان قهرمانی سنگین وزن جهان                 | ۹:۴۵     |
| - (c) – نشان‌دهنده قهرمان(هایی) است که به میدان می‌روند - D – نشان‌دهنده این است که مسابقه یک دارک‌مچ بوده است. |                                                                                                 |                                                                        |          |

### ستردی نایتز مین اونت ۴۰
چهلمین ویژه برنامه ستردی نایتز مین اونت در ۱۲ ژوئیه ۲۰۲۵ در آتلانتا، جورجیا برگزار خواهد شد. این رویداد در ایالات متحده از ان‌بی‌سی و در بازارهای بین‌المللی از طریق پیکاک و یوتیوب پخش خواهد شد و همزمان با پی‌پرویوی آل این ۲۰۲۵ پروموشن ای‌ئی‌دبلیو برگزار می‌شود. این رویداد، اولین مسابقه گلدبرگ پس از الیمینیشن چمبر ۲۰۲۲ و مسابقه بازنشستگی او پس از ۲۸ سال فعالیت در کشتی حرفه‌ای خواهد بود.
| #                                                     | نتایج                                                                     | نوع مسابقه                                                        |
| ----------------------------------------------------- | ------------------------------------------------------------------------- | ----------------------------------------------------------------- |
| ۱                                                     | گانتر در مقابل گلدبرگ                                                     | مسابقه تک به تک عادی برای عنوان قهرمانی سنگین‌وزن جهان             |
| ۲                                                     | ال ای نایت در مقابل سث رالینز                                             | مسابقه تک به تک عادی                                              |
| ۳                                                     | رندی اورتن (به همراه جلی رول) در مقابل درو مکینتایر (به همراه لوگان پاول) | مسابقه تک به تک عادی                                              |
| ۴                                                     | سولو سیکوا (c) در مقابل جیمی اوسو                                         | مسابقه تک به تک عادی برای عنوان قهرمانی ایالات متحده دبلیودبلیوئی |
| - (c) – نشان‌دهنده قهرمان(هایی) است که به میدان می‌روند |                                                                           |                                                                   |